# Diversidad sexual en Samoa
Las personas lesbianas, gays, bisexuales y transgénero (LGBT) en Samoa enfrentan desafíos legales que no enfrentan las personas no LGBT. Los actos sexuales entre personas del mismo sexo son ilegales y se castigan con hasta siete años de prisión, pero la ley no se hace cumplir.
La sociedad samoana tiende a ser muy tolerante con ser transgénero, pero no con la homosexualidad. Tiene una gran comunidad transgénero o de "tercer género" llamada fa'afafine. Las personas identificadas como fa'afafine son una parte reconocida de las costumbres tradicionales de Samoa, lo que permite que las personas transgénero, en particular las mujeres trans, sean aceptadas, ya que siempre han sido parte de la cultura de Samoa. Los grupos que abogan por una mejor representación de las personas fa'afafine y la despenalización de la homosexualidad incluyen la Asociación Samoa Fa'afafine (Samoa Faʻafafine Association), que considera que las leyes contra los homosexuales obstaculizan la plena incorporación de fa'afafine y samoanos gais y lesbianas en la sociedad.
Además, en 2011, Samoa firmó la "declaración conjunta para poner fin a los actos de violencia y las violaciones de los derechos humanos relacionadas con la orientación sexual y la identidad de género" en las Naciones Unidas, condenando la violencia y la discriminación contra las personas LGBT. Al firmar la declaración conjunta, Samoa se ha comprometido con la comunidad internacional a reconocer los desafíos particulares que enfrentan las personas LGBTI cuando se examinan a través de la lente de los derechos humanos y se esforzará por poner fin a la violencia, las sanciones penales y las violaciones de derechos humanos relacionadas basadas en la sexualidad. orientación e identidad de género.

## Historia
Los prejuicios hacia la homosexualidad no están documentados antes de la llegada de los misioneros cristianos a finales del siglo XVIII y principios del XIX. La sociedad precolonial de Samoa, similar a otras sociedades polinesias, era una cultura muy "sexualmente libre". Se sabe que se han producido ceremonias de matrimonio entre personas del mismo sexo. Fa'afafine, un tercer género cultural en Samoa, tradicionalmente podía casarse con hombres o mujeres, e incluso tener hijos. Este no es tanto el caso en la época contemporánea, ya que, según se informa, muy pocos fa'afafine optan por casarse.

## Legalidad de la actividad sexual entre personas del mismo sexo
Las secciones 67, 68 y 71 de la Ley de Delitos de 2013 (en samoano: Tulafono o Solitulafono 2013) penalizan los actos sexuales entre personas del mismo sexo. La ley entró en vigor el 1 de mayo de 2013. La ley también prohíbe las relaciones sexuales anales heterosexuales y el sexo oral.
Artículo 67. Sodomía
1. La persona que comete sodomía es responsable:
  1. en cualquier otro caso, a pena de prisión no mayor de cinco (5) años.
2. La sodomía se completa con la penetración.
3. No es defensa a un cargo bajo esta sección que la otra parte haya dado su consentimiento.

Artículo 68. Tentativas de cometer sodomía Es pasible de prisión por un término no mayor de cinco (5) años la persona que:
1. intente cometer sodomía; o
2. agrede a cualquier persona con la intención de cometer sodomía.

Artículo 71. Mantenimiento de lugar de recurso para actos homosexuales
Es pasible de pena privativa de libertad por un término no mayor de siete (7) años quien:
1. mantiene o administra, o a sabiendas actúa o ayuda en la administración de cualquier local utilizado como lugar de reunión para la comisión de actos indecentes entre hombres; o
2. siendo el inquilino, arrendatario u ocupante de cualquier local, permite a sabiendas de que el local o cualquier parte del mismo se utilice como lugar de reunión para la comisión de actos indecentes entre hombres; o
3. ser el arrendador o arrendador de cualquier local, o el agente del arrendador o arrendador, arrienda el local o cualquier parte del local con el conocimiento de que el local se utilizará como lugar de recurso para la comisión de actos indecentes entre hombres , o que alguna parte de las instalaciones se va a usar de esa manera, o es voluntariamente parte del uso continuado de las instalaciones o cualquier parte de las mismas como un lugar de recurso para la comisión de actos indecentes.

La "sodomía" se definió en el caso de 2007 de Police v Poi como la penetración del pene del delincuente en el ano de la víctima masculina o femenina.
En junio de 2010, la Comisión de Reforma Legislativa de Samoa, en su informe al Primer Ministro, recomendó "revocar todas las sanciones penales asociadas al delito de sodomía y actos conexos realizados en privado entre varones adultos con consentimiento". La Comisión observó que la legalización recibió apoyo en la mayoría de las presentaciones públicas.
Las secciones 58D, 58E, 58G y 58J de la Ordenanza sobre delitos de 1961 (ahora derogada) penalizaban los actos sexuales entre personas del mismo sexo. En 2011 se informó que Samoa despenalizaría los actos sexuales consentidos entre adultos del mismo sexo en virtud de un nuevo Código Penal recomendado por la Comisión de Reforma Legislativa de Samoa. Sin embargo, el Gobierno rechazó la recomendación de la Comisión.

## Reconocimiento de las relaciones entre personas del mismo sexo
En agosto de 2012, el primer ministro Tuila'epa Sailele Malielegaoi supuestamente "se burló" de la idea de que Samoa seguiría el ejemplo de Nueva Zelanda en la legalización del matrimonio entre personas del mismo sexo. Cuando se le preguntó si apoyaría la legalización, dijo: "Estás soñando". Reiteró esta posición, por motivos explícitamente religiosos, en marzo de 2013, diciendo:

Mi punto de vista como líder de Samoa sobre este tema del matrimonio homosexual es simple: no hay forma, ninguna en absoluto, de que este tema se considere alguna vez en Samoa. El parlamento de Samoa nunca consideraría un proyecto de ley como este, al menos no en mi época. Es la visión fuerte y combinada del gobierno de Samoa y las denominaciones religiosas del país. Estamos unidos contra esto porque Samoa se basa en creencias cristianas. Y las creencias cristianas están en contra de este tipo de comportamiento que, según la Biblia, fue la razón de la maldición que trajo destrucción sobre Gomorra y Sodoma. Está muy claro que el sacramento del matrimonio es entre un hombre y una mujer. El matrimonio entre personas del mismo sexo es un pecado. Y no importa cómo la gente presente este tema, no importa cómo lo envuelvan, solo hay una verdad, y es que este tipo de comportamiento es un pecado.

En octubre de 2013, el primer ministro criticó personalmente el matrimonio de un samoano gay en Nueva Zelanda.
En septiembre de 2017, el primer ministro Tuila'epa Sailele Malielegaoi descartó la legalización del aborto y el matrimonio entre personas del mismo sexo en Samoa mientras él y su Partido para la Protección de los Derechos Humanos permanezcan en el poder, afirmando que no permitirían "prácticas paganas" en Samoa y que "nunca será aceptado por el gobierno porque socava nuestra tradición y nuestra cultura".
En noviembre de 2017, un ministro asociado de Samoa acusó a las Naciones Unidas de promover en secreto el matrimonio entre personas del mismo sexo en Samoa. Además, afirmó que Samoa "nunca" legalizaría el matrimonio entre personas del mismo sexo.
En diciembre de 2017, el primer ministro Tuila'epa Sailele Malielegaoi describió el matrimonio entre personas del mismo sexo como una "abominación" y una "práctica de Sodoma y Gomorra" y que "no hay un verdadero país cristiano en el mundo que lo permita y no se permitiría en Samoa mientras siguió siendo un país cristiano". La Asociación Samoa Fa'afafine se opuso al matrimonio entre personas del mismo sexo en 2013 y dijo en 2017 que no es una prioridad tanto como "la promoción de los derechos humanos y la reducción de la discriminación y la violencia por motivos de identidad de género". En 2018 la asociación dijo que "el matrimonio es la menor de nuestras preocupaciones cuando no tienes trabajo, no es una prioridad".

## Protecciones contra la discriminación
Samoa tiene protecciones limitadas para la orientación sexual. La sección 20(2) de la Ley de Relaciones Laborales y de Empleo de 2013 (en samoano: Tulafono o Sootaga Va Lelei o Leipa ma Galuega 2013) prohíbe la discriminación directa e indirecta por motivos de orientación sexual contra un empleado o solicitante de empleo en cualquier política de empleo, procedimiento o práctica. El artículo 20 de la ley establece lo siguiente:

Una persona no debe discriminar, directa o indirectamente, a un empleado o solicitante de empleo en ninguna política, procedimiento o práctica de empleo por uno o más motivos arbitrarios, incluidos el origen étnico, la raza, el color, el sexo, la religión, la opinión política, la nacionalidad extracción, orientación sexual, origen social, estado civil, embarazo, responsabilidades familiares, estado de VIH real o percibido o discapacidad.

Los delitos motivados por la orientación sexual o la identidad de género están tipificados en la Sección 7(1)(h) de la Ley de Sentencias de 2016 (en samoano: Tulafono o Faasalaga 2016).

## Identidad y expresión de género
Samoa es bastante progresista en términos de identidad y expresión de género, ya que tiene una gran comunidad transgénero o de "tercer género" llamada fa'afafine. Las personas fa'afafine son una parte reconocida de las costumbres tradicionales de Samoa, lo que permite que las personas transgénero, en particular las mujeres trans, sean aceptadas, ya que siempre han sido parte de la cultura de Samoa. El 1 de mayo de 2013, Samoa derogó las disposiciones penales que prohibían que los hombres "se hicieran pasar por" mujeres. La Ley de Delitos de 2013 eliminó las disposiciones contenidas en la Ordenanza de Delitos de 1961 anterior que criminalizaba a los hombres "haciéndose pasar por" mujeres en un lugar público, y que se utilizaba para atacar a mujeres transgénero y personas de género diverso.

### Fa'afafine y fa'afatama
Las personas fa'afafine se identifican como un tercer género en Samoa, Samoa Americana y la diáspora samoana. Una identidad de género/rol de género reconocido desde al menos principios del siglo XX en la sociedad de Samoa, y algunos teorizan como una parte integral de la cultura tradicional de Samoa, las personas fa'afafine se asignan como hombres al nacer y encarnan explícitamente ambos rasgos de género, que van desde extravagantemente femenino hasta convencionalmente masculino. El primer Informe Nacional sobre el Estado de los Derechos Humanos del Defensor del Pueblo, publicado en agosto de 2015, se refirió a las personas fa'afafine como "el tercer género que siempre ha existido en Samoa" y destacó "su arduo trabajo y dedicación a la familia en el desempeño de sus funciones y responsabilidades tanto como hombre y mujer". Del mismo modo, las personas fa'afatama son personas a las que se les asignó el sexo femenino al nacer, pero que encarnan ambos rasgos de género.
La Asociación Samoa Fa'afafine (SFA) es una organización diseñada para fomentar la colaboración entre las comunidades fa'afafine y LGBT en Samoa, la región de Asia Pacífico y el mundo. SFA se describe a sí misma como una organización dedicada a equilibrar los valores de Samoa con las influencias occidentales y tiene como objetivo promover una actitud positiva hacia la comunidad fa'afafine de Samoa.

## Terapias de conversión
La Ley de Salud Mental de 2007 (en samoano: Tulafono o le Tulaga Maloloina o le Mafaufau 2007) establece que las personas no deben ser consideradas como enfermas mentales si se niegan o no expresan una orientación sexual en particular, y prohíbe cualquier terapia de conversión por parte de profesionales de la salud en el campo de la salud mental. La ley fue publicada el 2 de febrero de 2007.

## Institución Nacional de Derechos Humanos
La Institución Nacional de Derechos Humanos (National Human Rights Institution, NHRI) de Samoa se inauguró oficialmente el 10 de septiembre de 2013, Día Internacional de los Derechos Humanos, después de que el Parlamento de Samoa aprobara la Ley del Defensor del Pueblo (en samoano: Komesina O Sulufaiga) de 2013. La NHRI opera desde la Oficina del Defensor del Pueblo y ayuda supervisar, asesorar e informar sobre cuestiones de derechos humanos, así como sensibilizar a la población sobre los derechos y responsabilidades individuales para promover la buena gobernanza y prevenir las violaciones de los derechos humanos en Samoa.
El establecimiento de la INDH fue recibido con aprobación mundial ya que la Secretaría del Foro de las Islas del Pacífico aplaudió al Gobierno de Samoa por promover la conciencia pública sobre los derechos humanos y los esfuerzos para combatir todas las formas de discriminación mediante la denuncia adecuada de presuntas violaciones y una mejor educación. La ONU elogió el logro de Samoa como un hito no solo para el país sino para la región en su conjunto, ya que la creación de un instituto nacional de derechos humanos marca el acceso de Samoa al rango de países que consideran el disfrute de los derechos humanos y las libertades de las personas entre sus principales prioridades esenciales, sentando un precedente que puede ser admirado por toda Oceanía.
El primer resumen general de derechos humanos de Samoa, "For Samoa by Samoa", no menciona ni hace referencia a la orientación sexual y la identidad de género, incluida la población fa'afafine, a pesar de que hay una presencia LGBT en el Consejo Asesor del NHRI. Recientemente, ha habido una serie de presentaciones de ONG centradas en la despenalización, los problemas de la juventud LGBT y los derechos de asociación para las personas LGBT en Samoa, con defensores actuales centrados en aumentar la comprensión institucional y pública de lo que sería la no discriminación basada en la orientación sexual y la expresión de género.

## Condiciones de vida

### Prohibiciones de películas con temática LGBT
En 2009, la Junta de Censura de Samoa prohibió la proyección de la película Milk sobre la vida del activista estadounidense por los derechos de los homosexuales Harvey Milk, pero esa misma semana permitió la proyección de la película Lesbian Vampire Killers. En 2019 prohibió la proyección de la película Rocketman sobre la vida del músico gay británico Elton John. La medida fue criticada por activistas de derechos humanos como "hipócrita", "ignorante" y "de moralidad selectiva", y fue protestada por la Asociación Samoa Fa'afafine.